# Chevrotin

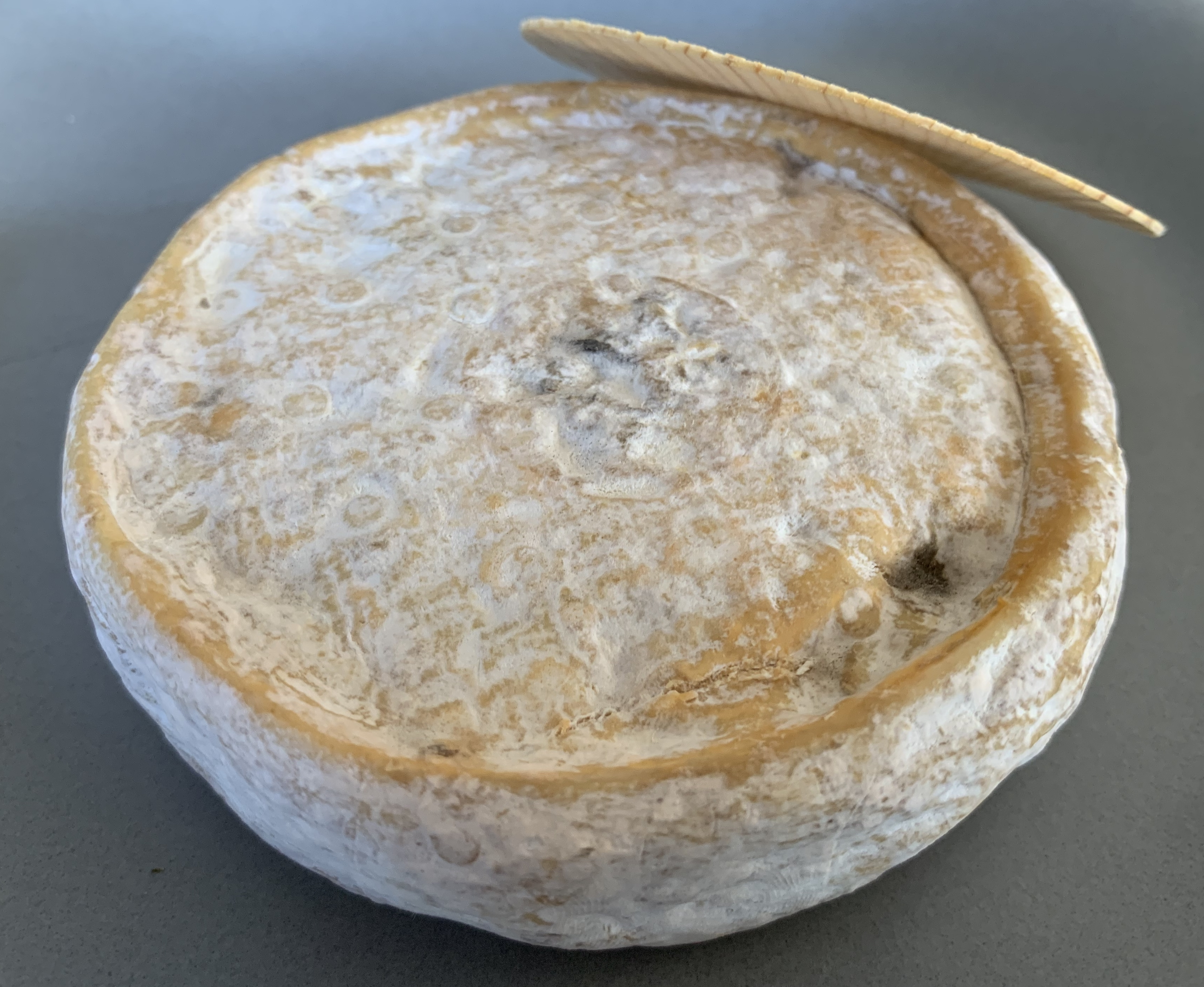
Ein Laib Chevrotin

Der Chevrotin ist ein französischer halbfester Schnittkäse. aus Ziegenmilch. Sein Ursprung liegt in der historischen Landschaft Savoyen in der Region Auvergne-Rhône-Alpes. Neben dem Chevrotin wird in den Savoyer Alpen auch der Reblochon hergestellt. Seit Mai 2002 trägt er neben seinem Familienwappen, welches in die Rinde eingeprägt wird, auch das AOC-Siegel und ist seit August 2005 im gesamten EU-Raum ein Produkt mit geschützter Ursprungsbezeichnung. Sein heutiges Produktionsgebiet beschränkt sich auf verschiedene Gemeinden in den Departements Haute-Savoie und Savoie. Er ist einer von nur drei französischen AOC Käsen, die ausschließlich fermier erzeugt werden dürfen.
Chevrotin hat eine rötlich-braune Rinde und einen geschmeidigen, weißgelben Teig. Der Käse hat eine flache, zylindrische Form mit einem Durchmesser von 9 bis 12 Zentimeter und einer Höhe von 3 bis 4,5 Zentimeter. Er wiegt zwischen 250 und 350 Gramm.
Für den Chevrotin darf seit dem 17. Jahrhundert nur die Rohmilch von Ziegen verwendet werden, die im Sommer auf den kräuterreichen und steilen Berghängen der Savoie weiden und im Winter mit Heu gefüttert werden. Im Rahmen der Zulassung als AOC wurden die Anforderungen genauer definiert. Vorgeschrieben ist Ziegenrohmilch, die für Produktion zugelassenen Ziegenherden müssen mindestens zu 80 % aus der Hauptrasse der Ziegenart in dieser Region, der Alpinen Ziege bestehen. Das Futter muss hauptsächlich aus Weidegras und Heu bestehen und zu mindestens 70 % aus der zugelassenen Region stammen. Die einzigen zugelassenen Zusatzstoffe sind Lab, Milchsäurebakterien, die Oberflächenflora und Salz. Die ausgewählten Kulturen von Milchsäurebakterien müssen die spezifische Flora respektieren und den Ausdruck der typischen Eigenschaften des Chevrotin gewähren. Übersetzt heißt der Käse „Kleine Ziege“. Fachleute bezeichnen ihn auch als „kleinen Bruder“ des Reblochon.
Die Herstellung des Chevrotinkäses erfolgt noch in allen Stufen der Produktion in Handarbeit: Einlabung bei einer Temperatur zwischen 30° und 38°, die Größe des Kasebruchs liegt zwischen Reiskorn und Maiskorn. Jeder Käse wird einzeln 6 bis 12 Stunden gepresst, dann wird er gesalzen und 5 bis 9 Tage auf einem Fichtenholzbrett getrocknet. Er reift mehrere Wochen auf Fichtenholz, wo er dreimal wöchentlich gewendet und mit Salzlake abgewaschen wird. Die Gesamtdauer der Trocknungs- und Reifungsphasen beträgt mindestens 21 Tage, gerechnet ab dem Tag
der Einlabung. 2022 wurden 80 Tonnen produziert.
Der Chevrotin hat einen vollmundigen Geschmack mit einer aromatischen Säure kombiniert, die an Wildkräuter erinnert. Sein Fettgehalt beträgt 45 % Fett i. Tr.
Der Chevrotin ist ideal fürs Frühstücksbrötchen, verträgt sich aber auch gut mit anderen Käsen auf einer Käseplatte nach einem Menü.